# Трицикл

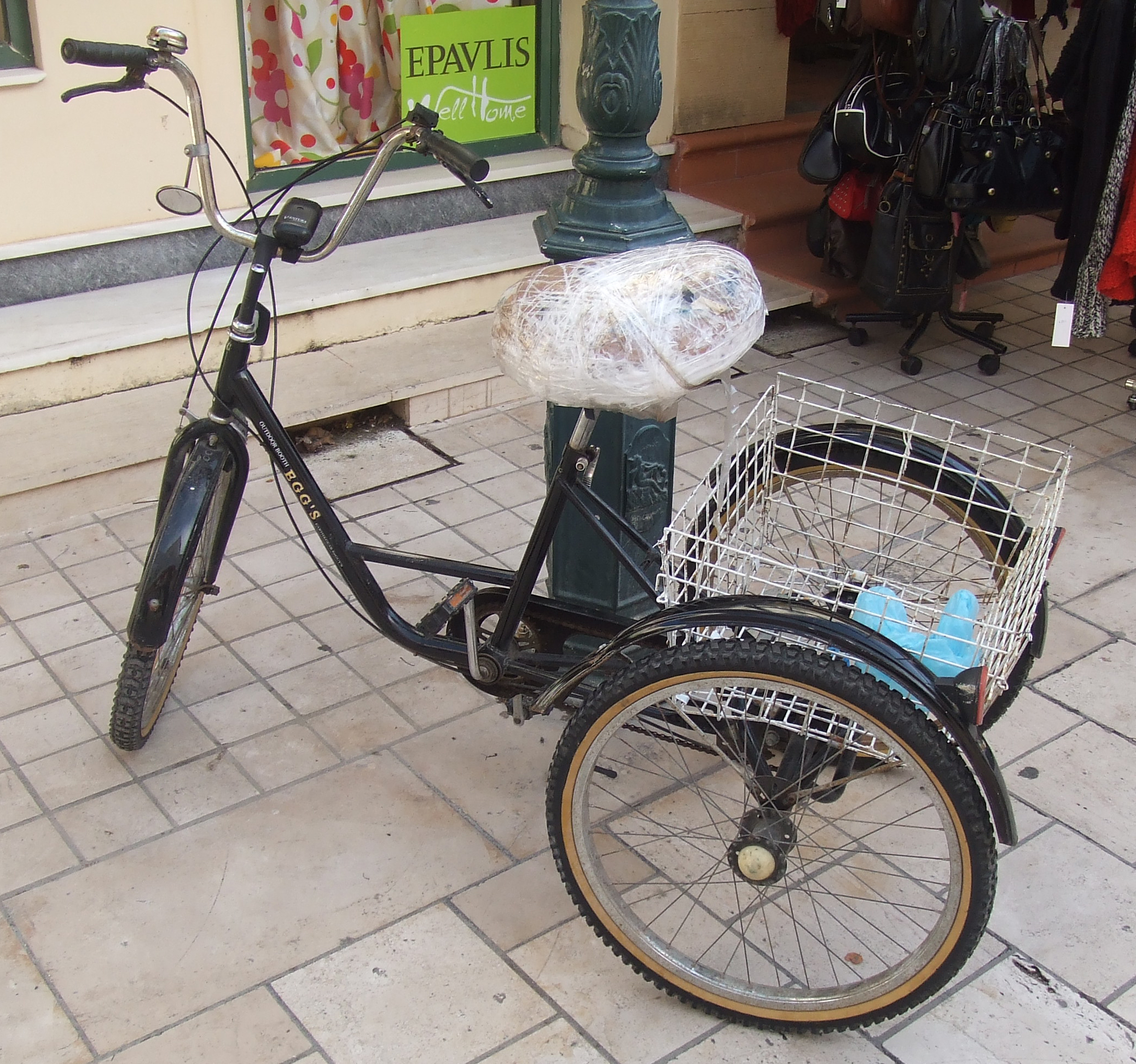
Трёхколёсный велосипед

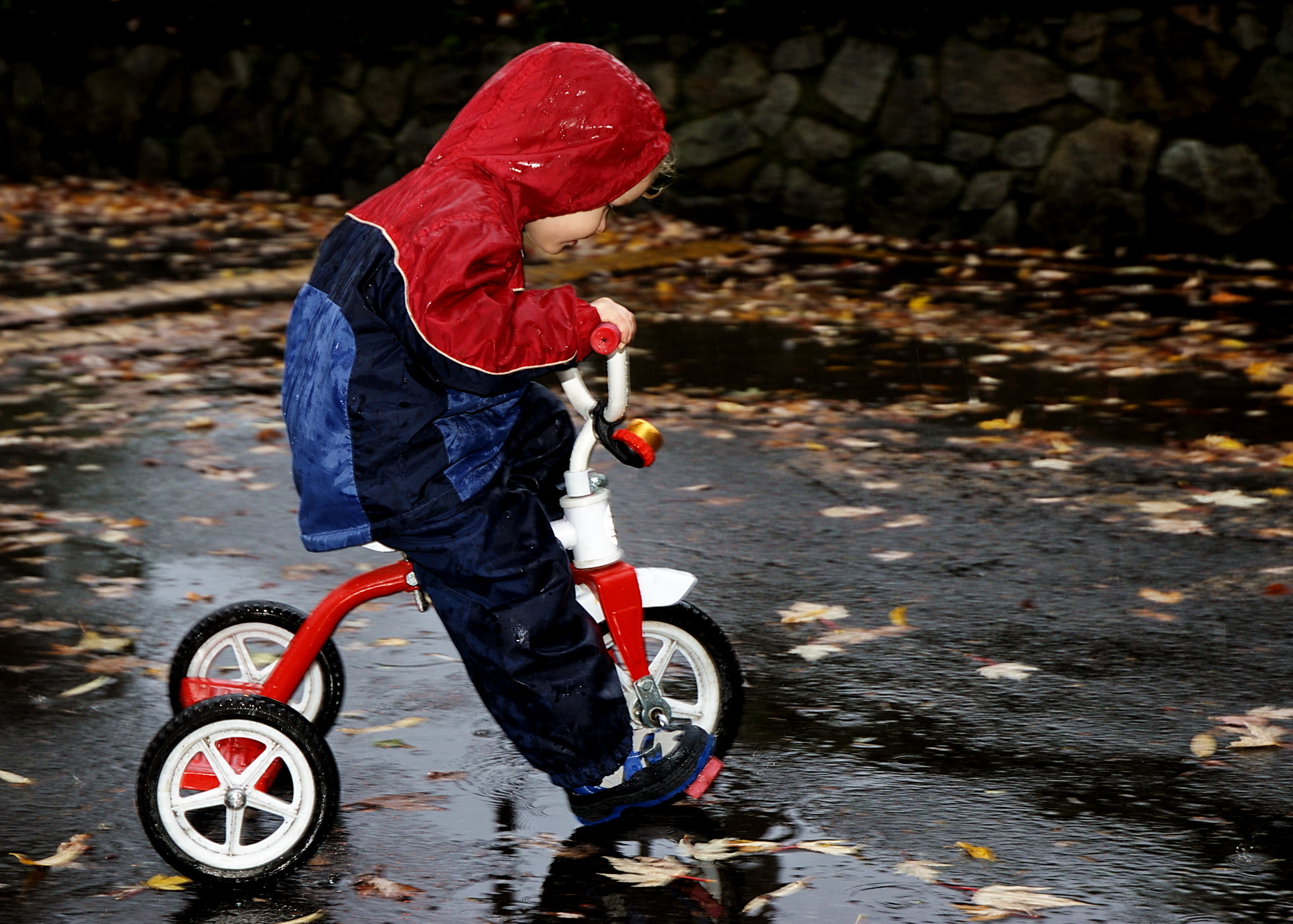
Ребёнок на трёхколёсном велосипеде.

Трици́кл (от др.-греч. τρι- «трёх-» и ϰύϰλος «круг») — транспортное средство с тремя колёсами. 
К трициклам относят трайки (трёхколёсные мотоциклы, которые могут иметь два передних колеса и одно заднее или одно переднее колесо и два задних), автомобили с тремя колёсами и трёхколёсные велосипеды. Трёхколёсные велосипеды типа лигерад называются велотрайками. Изобретен 16 октября 1817 года Карлом фон Дрезом в Германии.

## Трёхколёсный велосипед

### Грузовой велосипед
Грузовые велосипеды чаще всего делают трёхколёсными.

### Велотрайк

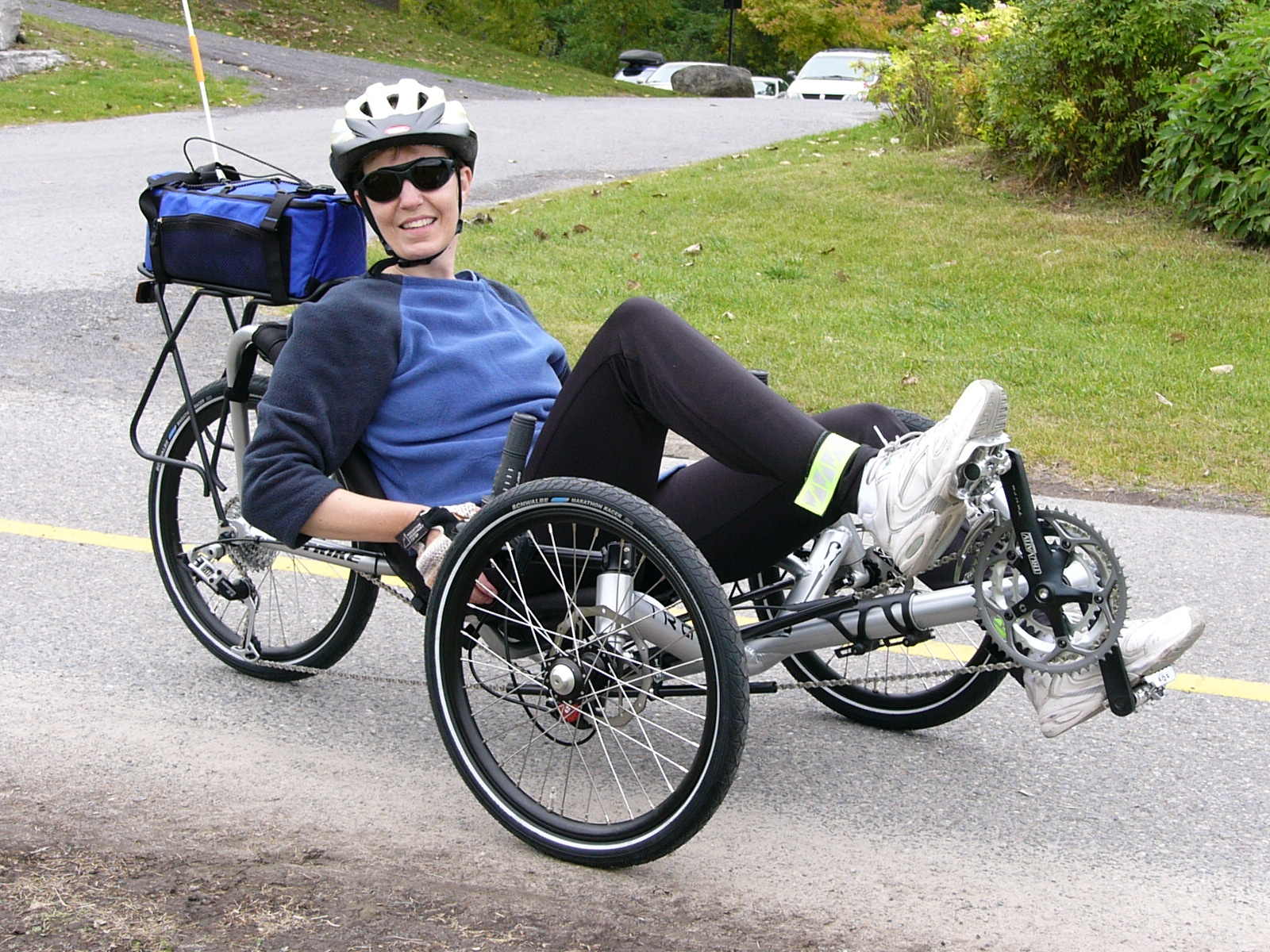
Современный велотрайк

Велотрайк — трёхколёсный велосипед, позволяющий ехать полулёжа.
По конструкции различают модели, у которых два колеса расположены сзади и привод осуществляется на переднее колесо, или же модели с приводом на заднее колесо, спереди у которых два колеса. Из-за лучшей аэродинамичности, а также из-за того, что крутя педали пилот упирается спиной в спинку сиденья и может таким образом оказывать большее усилие, велотрайки более быстры, чем велосипеды. Благодаря трёхколёсной конструкции и очень низкому центру тяжести у велотрайков прекрасная устойчивость на дорогах и виражах. Рама, как и у обычных велосипедов, может быть выполнена из стали, хром-молибденового сплава или алюминия.
Регулируемая по длине стойка педалей позволяет подстроить велотрайк под рост пилота, конструктивная особенность состоит в том, что при этом не требуется менять длину цепи. Рулевое управление осуществляется как правило ручками по обеим сторонам сиденья. На тех же ручках и рычаги тормозов.

### Детский трёхколёсный велосипед
Трёхколёсный велосипед — один из типов детских велосипедов. В отличие от большинства велосипедов, детские трёхколёсные велосипеды не имеют цепного привода, тормозов или свободного хода (как у трековых велосипедов), переднее колесо является ведущим и приводится напрямую от педалей (что делает его конструкцию схожей с велосипедом Мишо). Езда на трёхколесном детском велосипеде требует постоянного кручения педалей. Обычно детские трёхколёсные велосипеды делаются из пластика, с минимумом металлических конструкций (однако есть и исключения, например советский "Гном-4" имел полностью металлическую раму, но пластиковое сиденье), и часто стилизуются. Также могут иметь ванночку для ног и заднюю ручку с передачей на руль, чтобы взрослый мог вести велосипед как коляску.

## Правовой статус в России
Трёхколёсный мотоцикл — это трёхколёсное мототранспортное средство, предназначенное для использования по дорогам общей сети и подлежащее регистрации в ГИБДД в общем порядке. С 5 ноября 2013 года для управления трициклом в водительских правах открывается категория «B1» — «трициклы и квадрициклы».
Все обладатели категории «В» (автомобили до 3,5 т, не более 8 пассажирских мест) могут без последствий пересаживаться на трёх- или четырёхколёсный транспорт. Владельцам лёгких трициклов и квадрициклов (с объёмом двигателя не более 50 см³) необходимо иметь права с категорией «М» (мопед), либо обладать любой другой открытой категорией водительских прав.
Трёхколёсные транспортные средства, приводимые в движение мускульной силой или электродвигателем мощностью до 250 Вт, считаются велосипедами. На управление права не требуются.

## Изображения

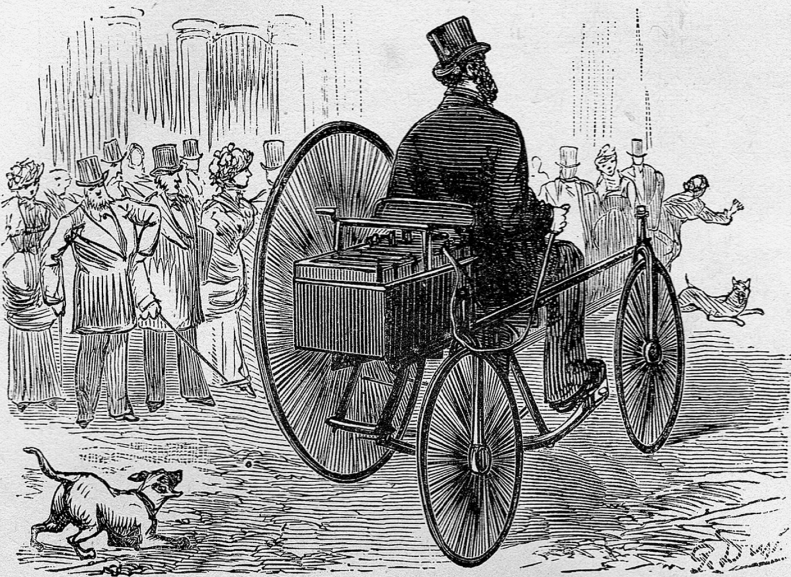
Электрический трицикл, 1881 г.
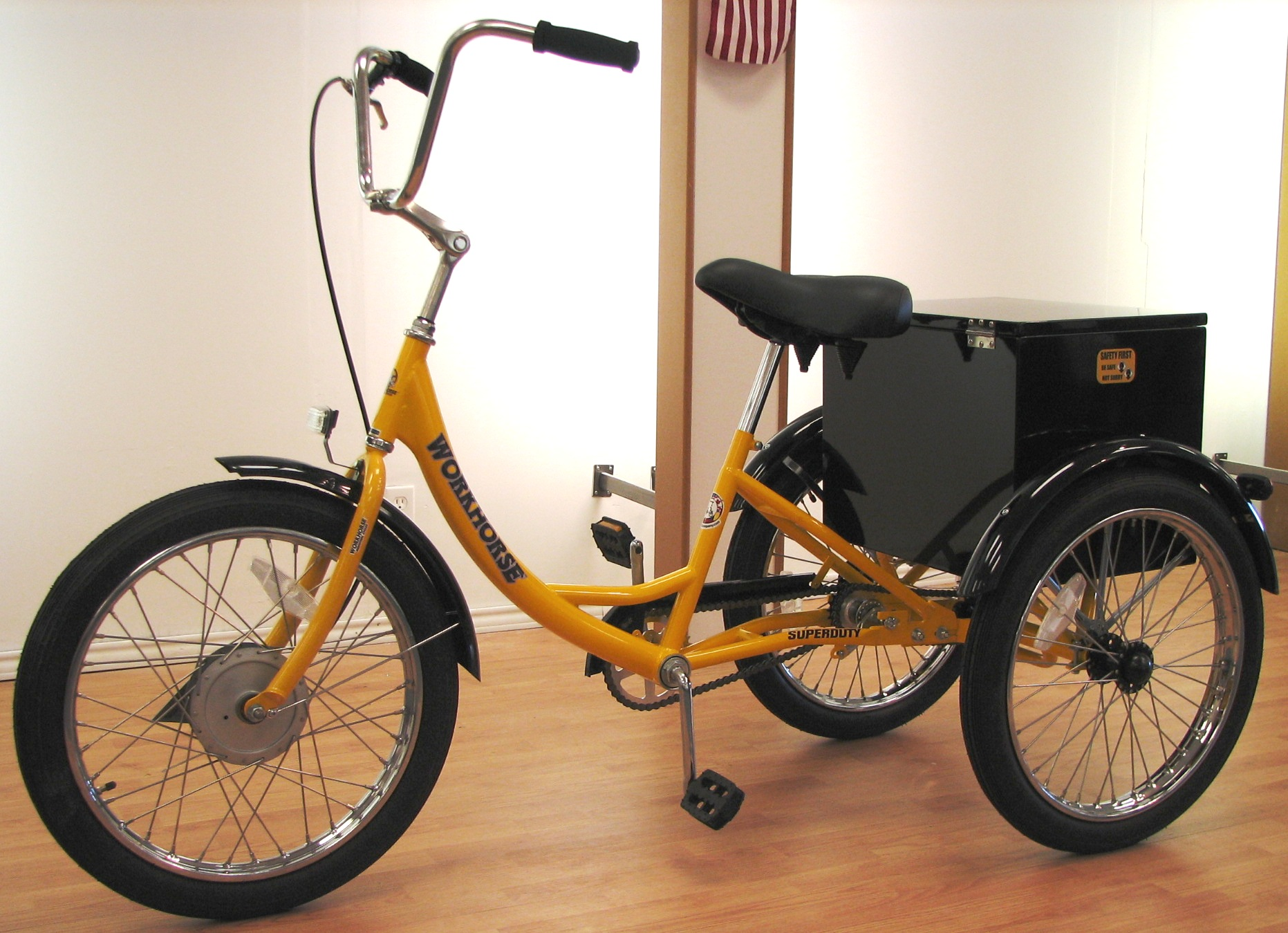
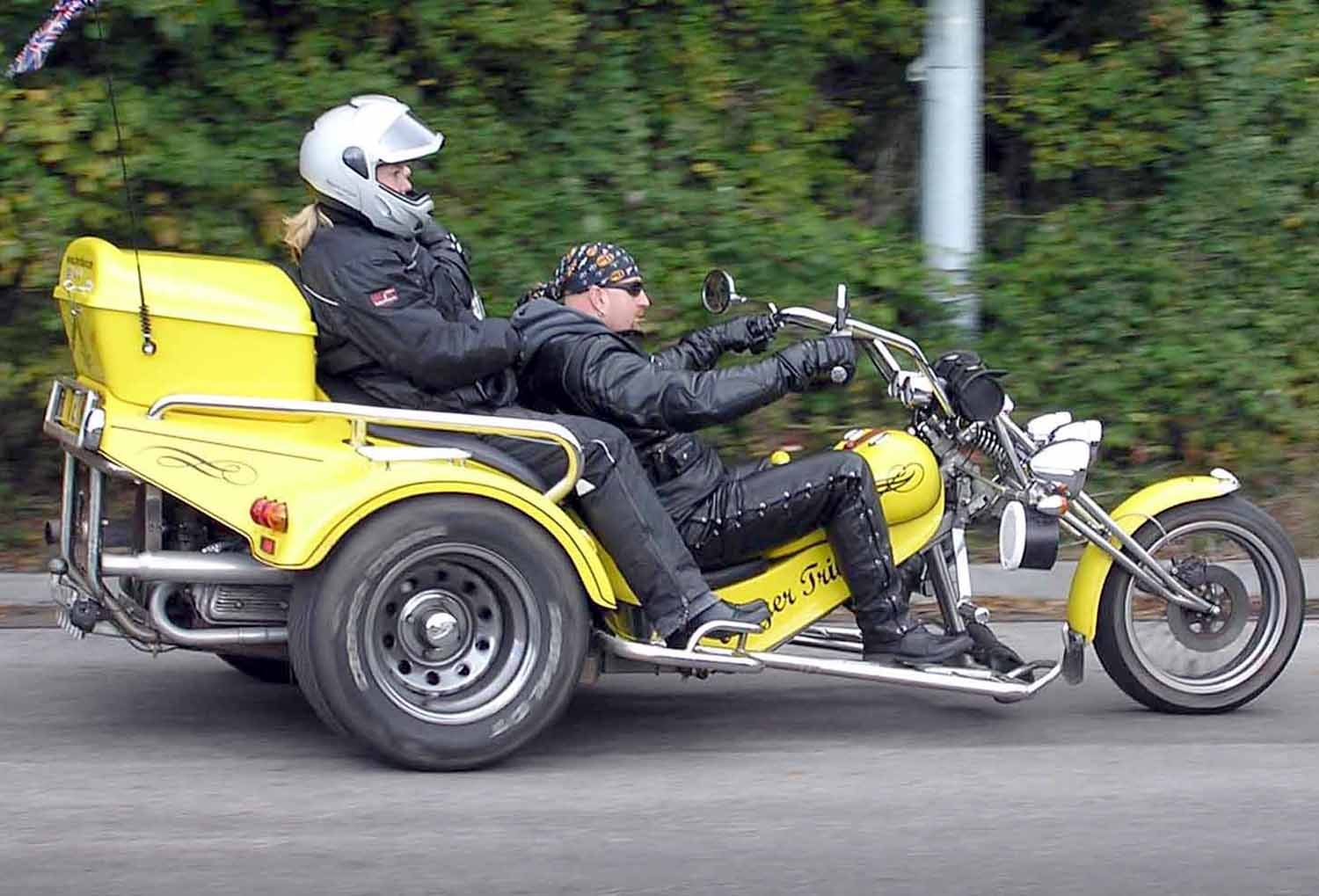
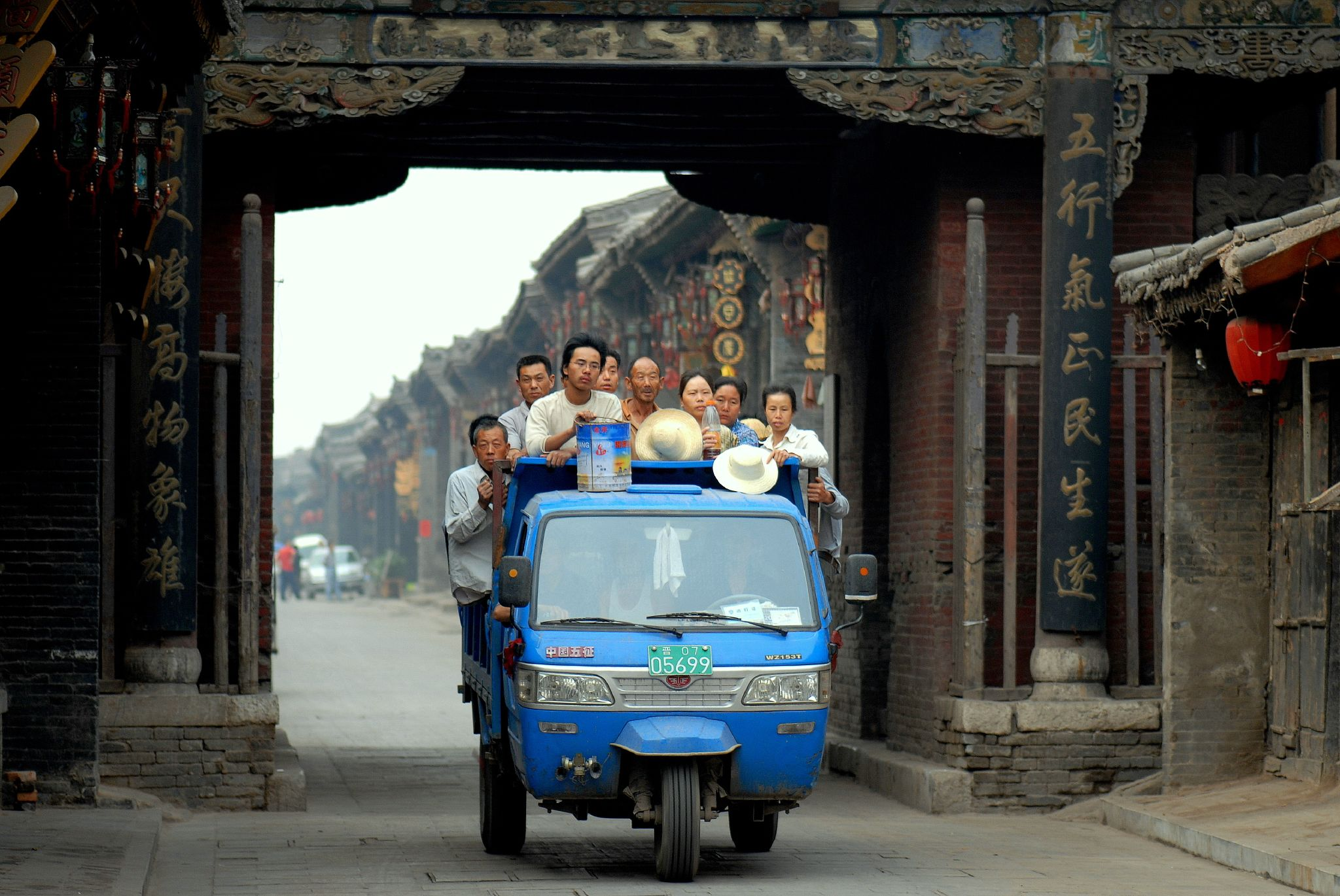
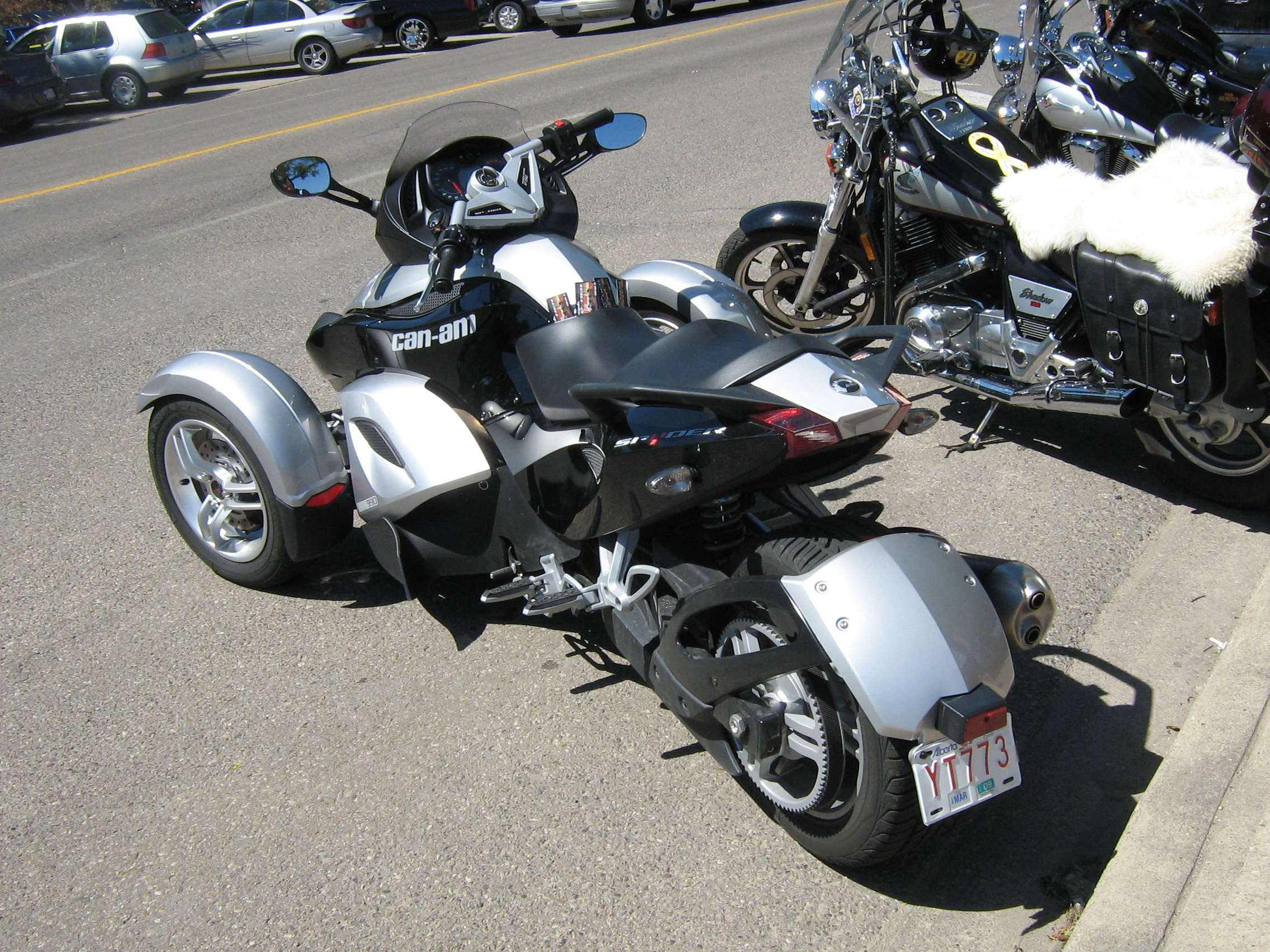
BRP Can-Am Spyder Roadster
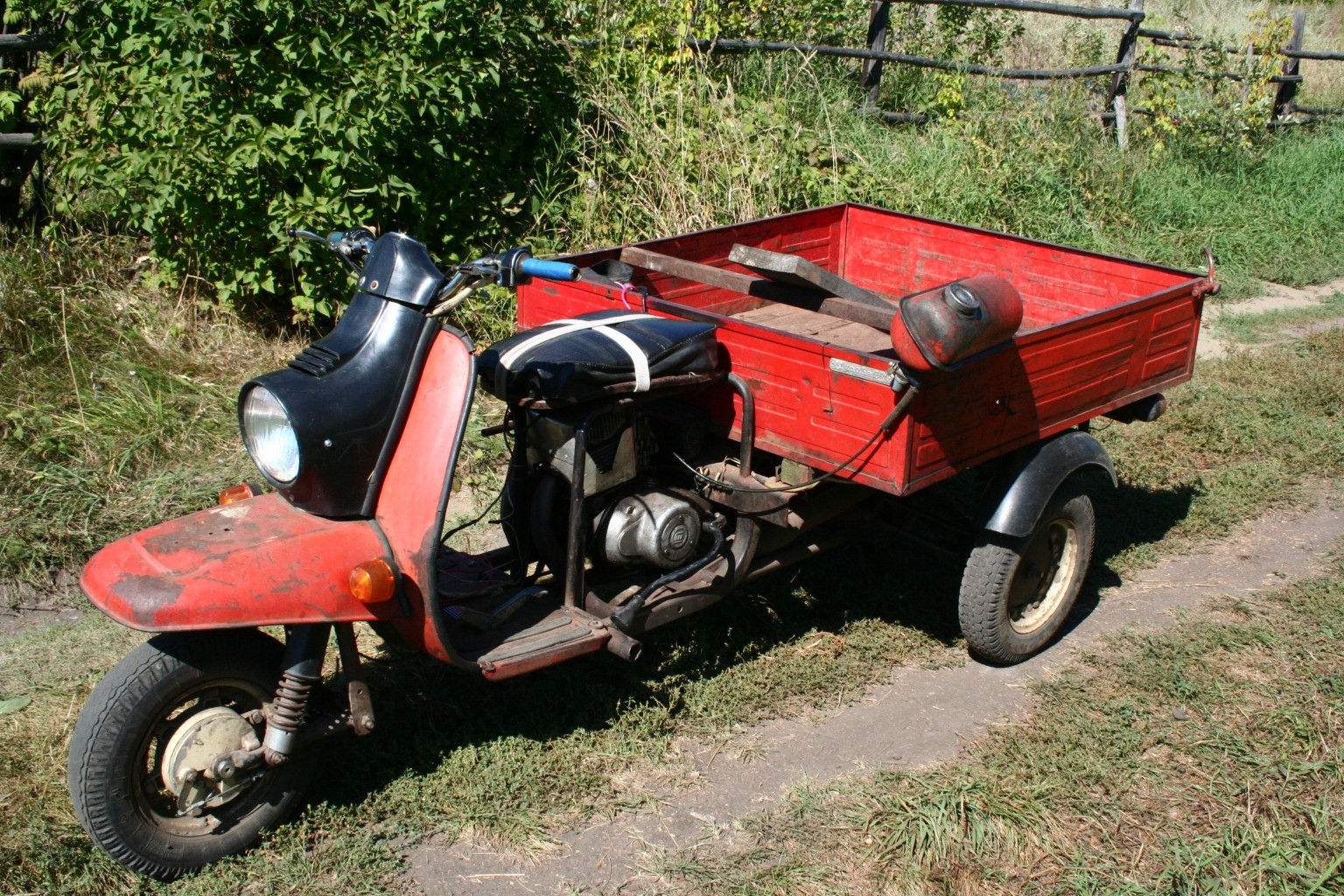
Грузовой мотороллер "Муравей" производства СССР
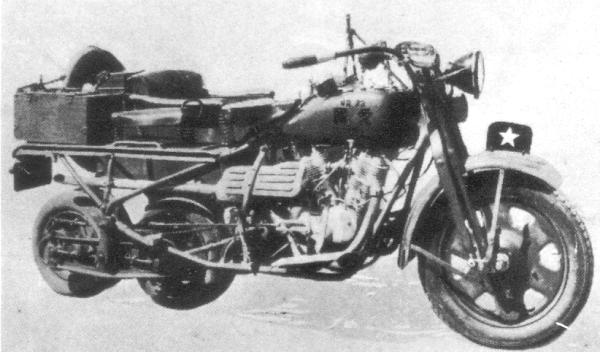
Трехосный мотоцикл Shishido (SSD). При необходимости проходимость по бездорожью можно было повысить за счет резиновой гусеницы над двумя задними колесами.